# 弔慰金
弔慰金（ちょういきん）は、死者を弔い、遺族を慰めるという趣旨で支給、ないし、贈与される金銭。
香典などとは異なり、特定の宗教を背景とした表現ではない。また、一般的には、個人が支出する比較的少額のものではなく、公的機関や企業などが支出する、まとまった金額のものを指し、葬儀の場において現金で手渡すものではなく、死去からかなりの時間が経過した後に支払われる場合もある。
死亡退職にともなう退職金や損害賠償金などと趣旨は異なるが、場合によっては弔慰金が、死亡退職金の一部と見なされたり、損害賠償金の一部と見なされたりすることがある。
弔慰金は、募金によって基金を集めて支給されることもある。

## 日本におけるおもな公的弔慰金
日本の法律では、国会議員の歳費、旅費及び手当等に関する法律、戦傷病者戦没者遺族等援護法、戦没者等の遺族に対する特別弔慰金支給法、平和条約国籍離脱者等である戦没者遺族等に対する弔慰金等の支給に関する法律や、災害弔慰金の支給等に関する法律、国外犯罪被害弔慰金等の支給に関する法律などで、この用語が用いられている。
国とは別に、地方公共団体が犯罪被害者等支援条例などにおいて独自の弔慰金の支給を定めている例もある。

### 国会議員が死去した際の弔慰金
国会議員の歳費、旅費及び手当等に関する法律（昭和22年4月30日法律第80号）は、在職中の議員が死去した場合に、歳費月額の16か月分を、さらに職務に関連して死去した場合は特別弔慰金として歳費月額の4か月分を追加して支給することを定めている。

### 戦没者遺族への弔慰金、特別弔慰金
戦傷病者戦没者遺族等援護法（昭和27年4月30日法律第127号）は、戦没者等の遺族への弔慰金の支給について定め、その受給資格を有するものについては、後に戦没者等の遺族に対する特別弔慰金支給法（昭和40年6月1日法律第100号）によって特別弔慰金が追加支給された。

### 国籍離脱者となった戦没者遺族への弔慰金
平和条約国籍離脱者等である戦没者遺族等に対する弔慰金等の支給に関する法律（平成12年6月7日法律第114号）は、第二次世界大戦後に日本国籍から離脱したために恩給の受給がなかった朝鮮人日本兵、台湾人日本兵などの遺族に、弔慰金を支払うことを定めている。

### 災害弔慰金
災害弔慰金の支給等に関する法律（昭和48年9月18日法律第82号）は、一定の基準を満たす自然災害によって死者が出た場合の遺族に対して、国が 1/2、都道府県が 1/4、市町村が 1/4 を負担して災害弔慰金を支払うことを定めており、生計維持者が死亡した場合には500万円、その他の場合には250万円が支給される。

### 国外犯罪被害弔慰金
国外犯罪被害弔慰金等の支給に関する法律（平成28年6月7日法律第73号）は、日本国外で犯罪行為によって殺害された被害者の遺族に、弔慰金を支払うことを定めており、被害者ひとりあたり200万円が支給される。この制度は、2013年2月12日にグアム島で起きた通り魔事件の被害者などの運動を受けて制定されたものであった。この法の成立直後に発生したダッカ・レストラン襲撃人質テロ事件については、法施行前の事案であったが、暫定的に同法に準じて弔慰金を支給することとなった。